# Acharkut
Acharkut (en arménien Աճարկուտ ; anciennenment Kunen) est une communauté rurale du marz de Tavush, en Arménie. Elle compte 182 habitants en 2008.